# Oligembia melanura
Oligembia melanura is een insectensoort uit de familie Teratembiidae, die tot de orde webspinners (Embioptera) behoort. De soort komt voor in de Verenigde Staten (LA, TX) en Mexico.
Oligembia melanura is voor het eerst wetenschappelijk beschreven door Ross in 1944.